# INaturalist
iNaturalist je projekat građanske nauke i onlajn društvena mreža naturalista, amaterskih naučnika, i biologa bazirana na konceptu mapiranja i razmene opažanja bioraznovrsnosti širom sveta. Opservacije se mogu dodati putem veb stranice ili mobilne aplikacije. Opservacije pružaju vredne otvorene podatke za razne naučne istraživačke projekte, muzeje, botaničke bašte, parkove, i druge organizacije. Korisnici iNaturalist projekta su uneli preko šest miliona opservacija od vremena njegovog osnivanja 2008. godine. Ovaj projekat se naziva „standardnim nosiocem mobilnih aplikacija za prirodnu istoriju”.

## Spoljašnje veze
- Zvanični veb-sajt